# Sinclair Service Station (Oklahoma)
Pour les articles homonymes, voir Sinclair Service Station.
La Sinclair Service Station est une ancienne station-service américaine à Tulsa, dans le comté de Tulsa, en Oklahoma. Située le long de la route 66, elle a été construite en 1929 dans le style Mission Revival. Elle est inscrite au Registre national des lieux historiques depuis le 13 décembre 1996.